# Farm Progress
Farm Progress est l'un des plus importants et plus anciens groupes de presse agricole aux États-Unis, avec 22 titres publiés et une présence depuis près de deux siècles.

## Histoire
Le groupe Farm Progress est né en avril 1818 à Baltimore avec la fondation d'American Farmer, un magazine dirigé par John Stuart Skinner (1788–1851), qui reçoit pour cette initiative les félicitations des présidents américains Thomas Jefferson et Andrew Jackson. Son éditeur est un avocat à qui en 1812, au début de la Guerre de 1812, le président américain James Madison avait confié la charge du courrier transatlantique et des fournitures aux navires de l'État. Après dix ans à la tête du groupe, il s'en sépare et fonde en 1829 American Turf Register and Sporting Magazine.
C'est le premier journal agricole américain à pouvoir se prévaloir d'un grand succès. Il se préoccupe de qualité de produits et publie des recettes, autant que des conseils agricoles et des informations en provenance des marchés américains et européens. Il reprend les informations de l'European Times, l'un des journaux transatlantiques lancés par Edward Wilmer et David Smith, négociants en import/export de Liverpool.
Un autre titre important, Prairie Farmer, démarre en 1841. Il est racheté par le groupe plus tard. Journal de l'Union Agricultural Society, Prairie Farmer est conçu par son éditeur John S. Wright et il est repris, après une succession d'acquéreurs temporaires, à l'éditeur de presse Burridge D. Butler en 1909. Celui-ci rachète ses concurrents régionaux dès 1931 et étend le lectorat à l'Indiana, au Wisconsin, et au Michigan. Dans les années 1950, il atteint un tirage de 370 000 exemplaires, ensuite divisé par cinq.
Le Wallaces Farmer, autre titre historique du groupe et lui aussi toujours imprimé, est créé en 1855. Il couvre de très près les profonds changements dans les techniques agricoles apportés par le développement en Iowa d'une agriculture intensive, en faisant circuler l'information sur les techniques et les tendances de cours susceptibles de permettre aux agriculteurs de réaliser des profits. Le titre est lancé sur la Frontière sauvage, peu après l'arrivée de la moissonneuse batteuse de Cyrus McCormick .
Trois générations de la famille Wallace ont travaillé au service du groupe : Henry Cantwell Wallace, Henry A. Wallace et Henry Browne Wallace. Farm Progress acquiert la station de radio WLS auprès du groupe Sears en 1928 pour l'exploiter au service de son audience agricole, un peu après qu'Henry Wallace ait pris la direction de la revue Wallaces Farmer de 1924 à 1929. Pendant cette période il promeut les semences de maïs hybrides F1, qui jouent un rôle clé dans la croissance de l'industrie semencière. Henry Wallace lance par ailleurs lIowa Seed Company puis crée en 1928 lHybrid Corn Company, qui devient en 1935 Pioneer, aujourd'hui l'un des principaux semenciers mondiaux. Deux décennies plus tard, il devient le 33e vice-président des États-Unis sous le mandat de Franklin Delano Roosevelt (1941–45).